# 卡爾皮利夫卡 (克萊西夫市鎮)
51°24′38″N 26°42′19″E / 51.41056°N 26.70528°E
卡爾皮利夫卡（烏克蘭語：Карпилівка），是烏克蘭西部里夫內州的村落，由薩爾內區的克萊西夫市鎮管轄，始建於1700年，面積0.18平方公里，海拔高度149米，2001年人口2,276，人口密度每平方公里12,644.4人。